# 圓龍寺 (豊橋市)
圓龍寺（えんりゅうじ）は、愛知県豊橋市神野新田町字ツノ割30にある真宗大谷派の寺院。山号は神富山（しんぷうさん）。

## 山号
由緒記によると、1897年（明治30年）12月16日に本山より山号を付与され、神野・富田両家の頭字から命名された。山号は近くにある牟呂神富神明社の名前にもなった。
神野新田を開拓した初代神野金之助が、入植した住民の心のよりどころとして、また住民統理のために私財を投入して建立した。
1933年（昭和8年）の『真宗大谷派寺院録』では三河国で最も高い「国巡讃」という順位であった。戦後は使われていない寺格である。

## 本尊ほか
- 本尊は阿弥陀如来像である[5]。
- 『本尊祖師七構想』（伏見よりの請来）[5]。
- 本山から『祖師御影』と『同絵伝』を下附を受ける[5]。

## 歴史

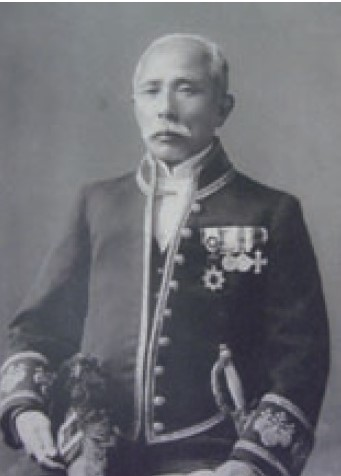
初代神野金之助

1896年（明治29年）4月15日をもって竣成した神野新田は初代神野金之助が開拓したものである。入植者の心の支えと統理を目的として、神野金之助は神社の新設、学校の新設、寺院の建立という住民統理の三策を実行した。最も時間を要したのか寺院の建立であった。

### 寺院建立までの背景
後に神野新田となる海中の洲は、1888年（明治21年）に山口県人の毛利祥久（よしひさ）が干拓工事（吉田新田、通称は毛利新田）を起工したが、再三の災害に遭って工事を断念し、1893年（明治26年）に神野金之助が全てを買い取り新田の開拓を1896年（明治29年）に完成させた。
1890年（明治23年）毛利新田の時代に真宗大谷派豊橋別院が新設した説教所は、1892年（明治25年）の破堤により全て漂流した。その後牟呂村の本村地内に移した説教所で、毎月豊橋別院から僧侶が派遣されて説教会が実施されていたが、破堤により入植者の生活が破綻して入植者の多くが離散したことで、説教会が成り立たなくなっていた。

### 寺院建立の経緯

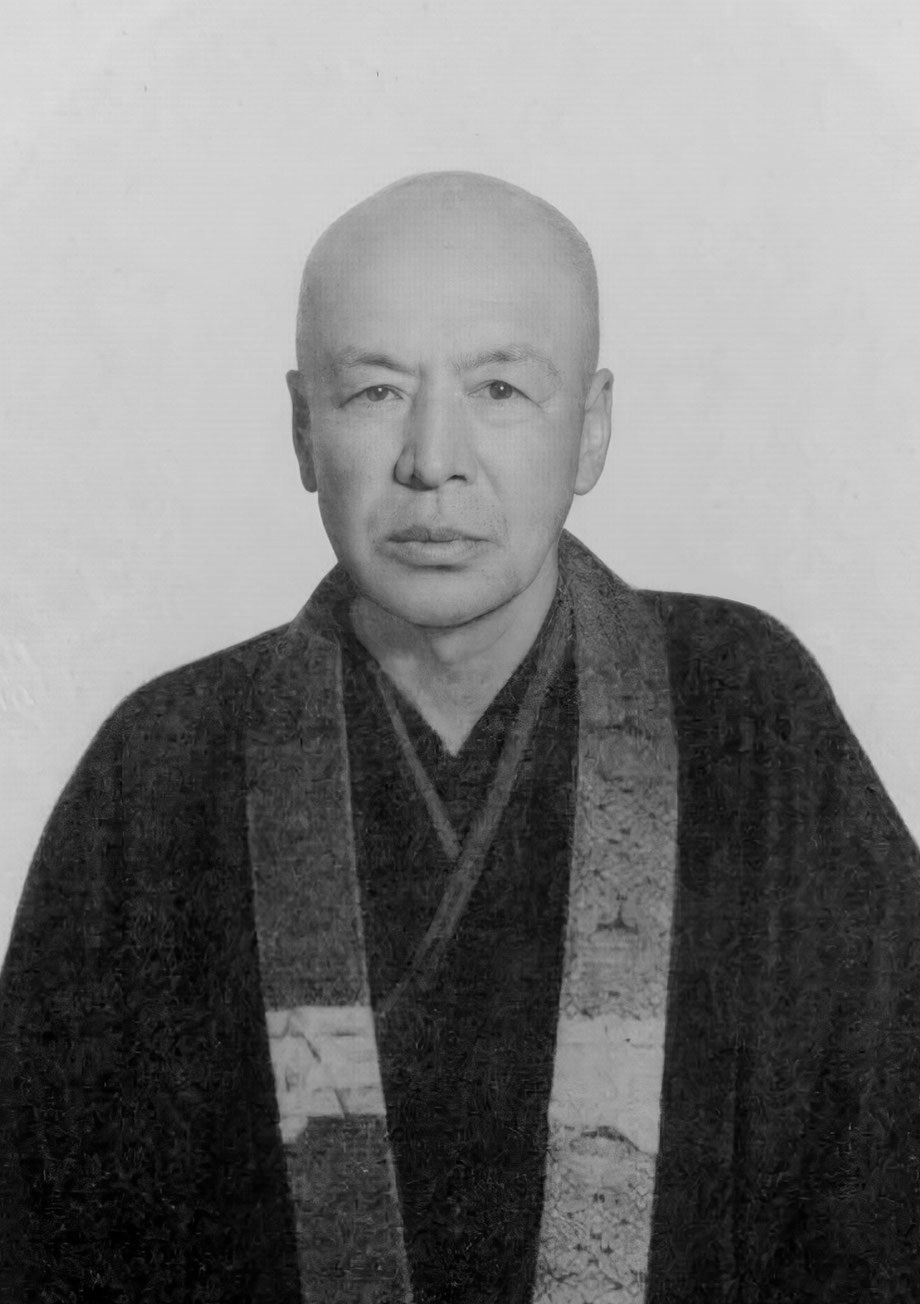
初代住職の宮部円成

神野金之助は1893年（明治26年）に干拓工事を開始し、1896年（明治29年）の完成を待たずして説教所を廃止した。字ツノ割30番地に寺院の建立を決意し、大谷派本山執事の渥美契縁師等に寺院建立を相談した。
寺院の新設は規則上容易には許可が得られないので困窮したが、京都府の伏見に無住で廃寺同様なった圓龍寺という寺院があったため、その寺籍を譲受けて寺院移転の認可を得るのが都合が良いとの話となり、豊橋別院輪番の船見惠眼師と協議した。
協議の結果、前の大谷派説教所を廃止し、更に土地の準備として新田内の字ツノ割に寺院の境域を二千坪と定め、惠眼師を圓龍寺の住職として圓龍寺を当方に移すが、そのお堂を初め一切の建物、並びに永代維持金等は神野金之助が寄附することと定めた。
1895年（明治28年）9月、伏見にある圓龍寺の移転を東本願寺並びに京都府と愛知県に出願し、1896年（明治29年）8月31日に移転の許可を受け、同時に管長に請いして一躍した別除音地の寺格を得ることになった。
その後寺院の建立を進めたが、巨大な木材の入手と運搬に年月がかかり、1904年（明治37年）4月15日に完成した。
1906年（明治39年）10月、本願寺法主現如上人の特命により、宮部円成（宮部圓成、1854年-1934年）が初代住職となった。宮部円成は明治・大正を代表する大説教者である。

### 伏見圓龍寺の由緒
寛永元年（1624年）、僧守玄によって山城国の伏見鑓屋町に伏見圓龍寺が創建された。真宗東本願寺に属する寺院であり、境地は東西15間、南北9間、面積135坪だった。

### 年表
- 1624年（寛永元年）11月、山城国の伏見鑓屋町に創建、年代不明に火災にあい復興されないままであった[5]。
- 1888年（明治21年）に山口県人の毛利祥久が毛利新田の開拓を起工した[11]。
- 1890年（明治23年）、豊橋大谷派別院[12]により毛利新田に説教所を新設した。
- 1892年（明治25年）、毛利新田の堤防が高潮にて決壊し説教所が流失、その後説教所を牟呂村本村に移した[13]。
- 1893年（明治26年）、毛利新田が再三再四の天災に会い開発を断念し、神野金之助が全てを買い取り開拓を開始した。
- 1894年（明治27年）頃から、説教所を廃止して新田内のツノ割に寺院を建立することを検討し決定した。
- 1895年（明治28年）9月、京都伏見にある圓龍寺の移転を東本願寺並びに京都府と愛知県に出願した。
- 1896年（明治29年）8月31日、圓龍寺移転の許可を受けると同時に管長に懇願し別助音地の寺格を得る。
- 1897年（明治30年）12月16日、本山の東本願寺より、山号「神富山」、読みは「しんぷうさん」を付与される[14]。
- 1899年（明治32年）、径3尺の梵鐘を鋳造し鐘楼を新築、本堂始め材料収集に着手。
- 1901年（明治34年）10月16日、地鎮と起工式を実施。
- 1902年（明治35年）、山城国紀伊郡伏見町字鈴屋町に有った『圓龍寺』の移転手続きを実施[15]。
- 1902年（明治35年）10月13日、立柱式。
- 1903年（明治36年）4月15日、上棟式。
- 1904年（明治37年）4月15日、完成。
- 1906年（明治39年）10月、宮部円成（1854年-1934年）が初代住職となる[5]。

## 境内
神野金之助は境内2千坪に下記の建物を建設した。
- 本堂 1宇（奥行15間、梁行12間）
- 庫裏 1棟
- 書院 1棟
- 鐘楼 1宇
- 玄関 1棟
- 外廻廊初め附属の建物

干拓地のため突然の津波等があった場合には避難所となるよう、地面のかさ上げと外周の囲いは出来限り堅牢に仕上げたという。

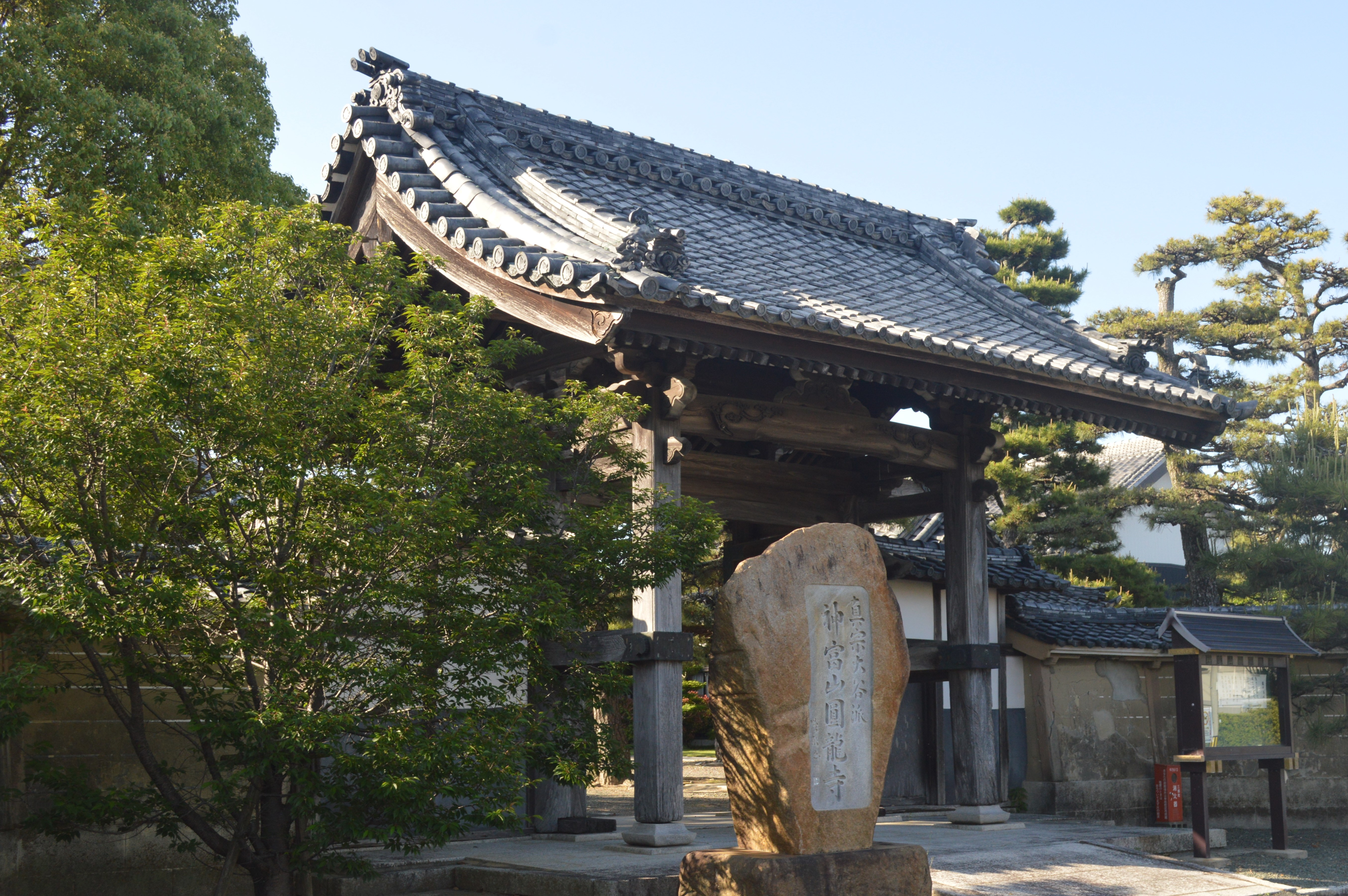
山門
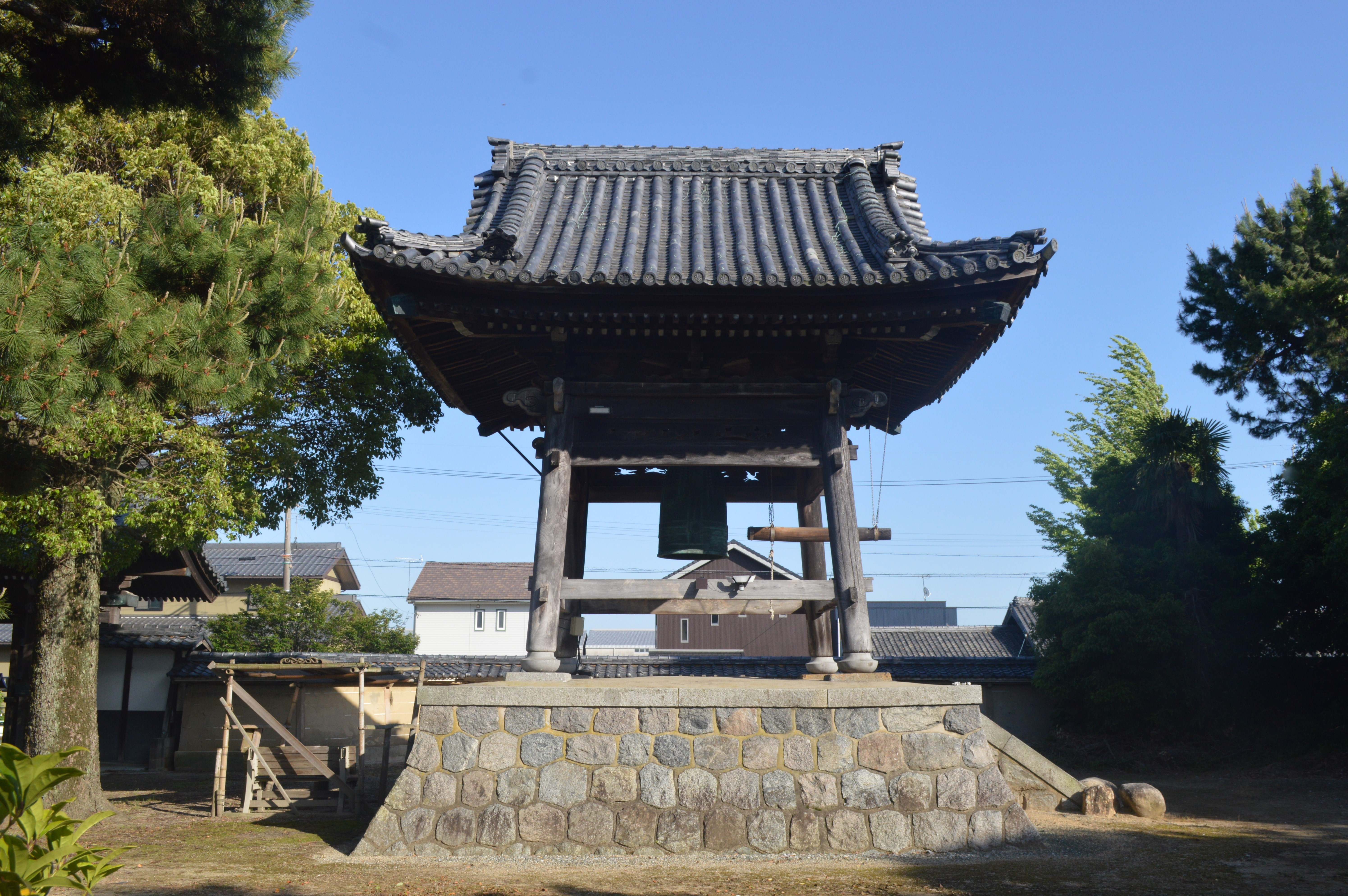
鐘楼
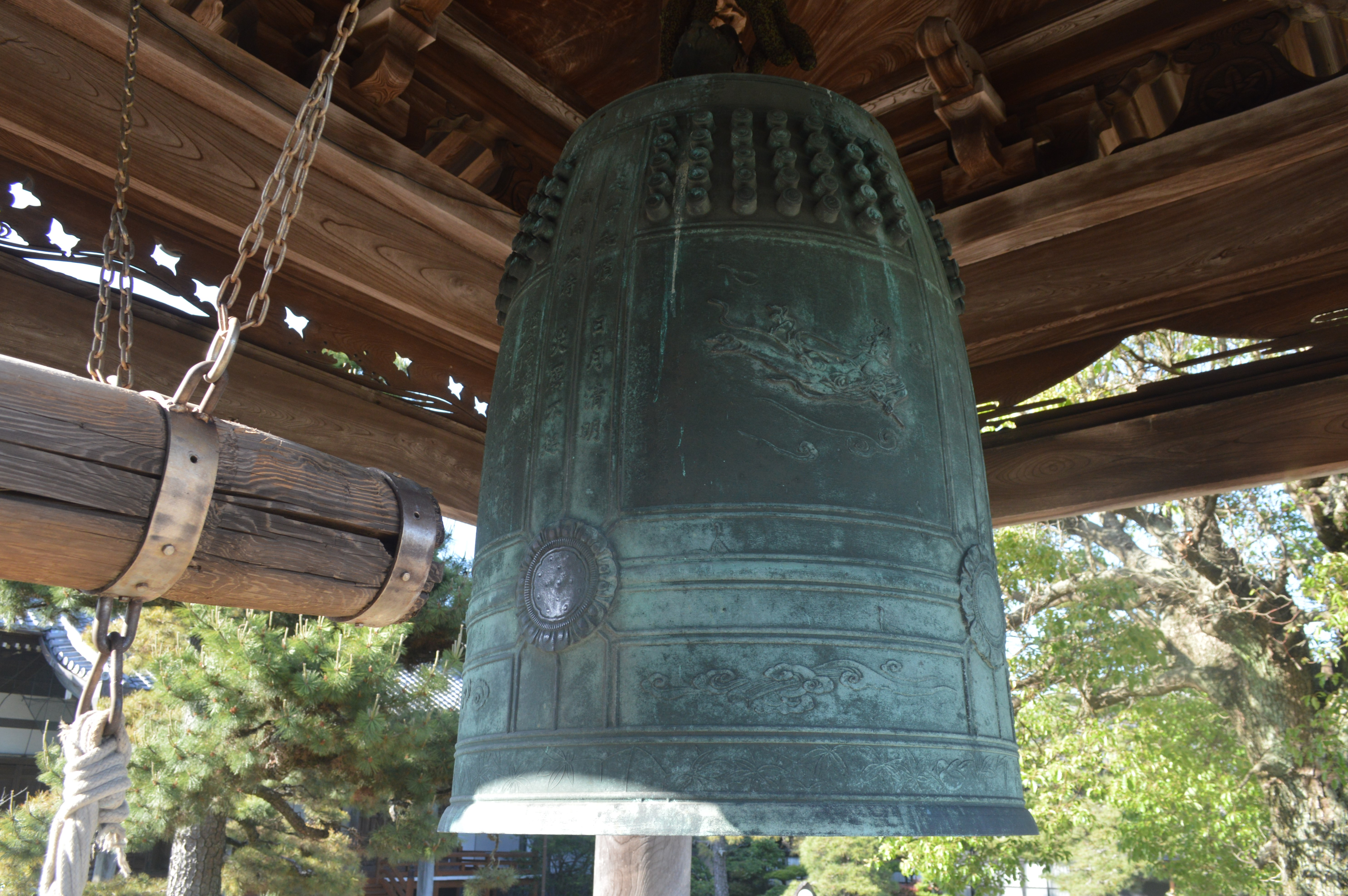
梵鐘
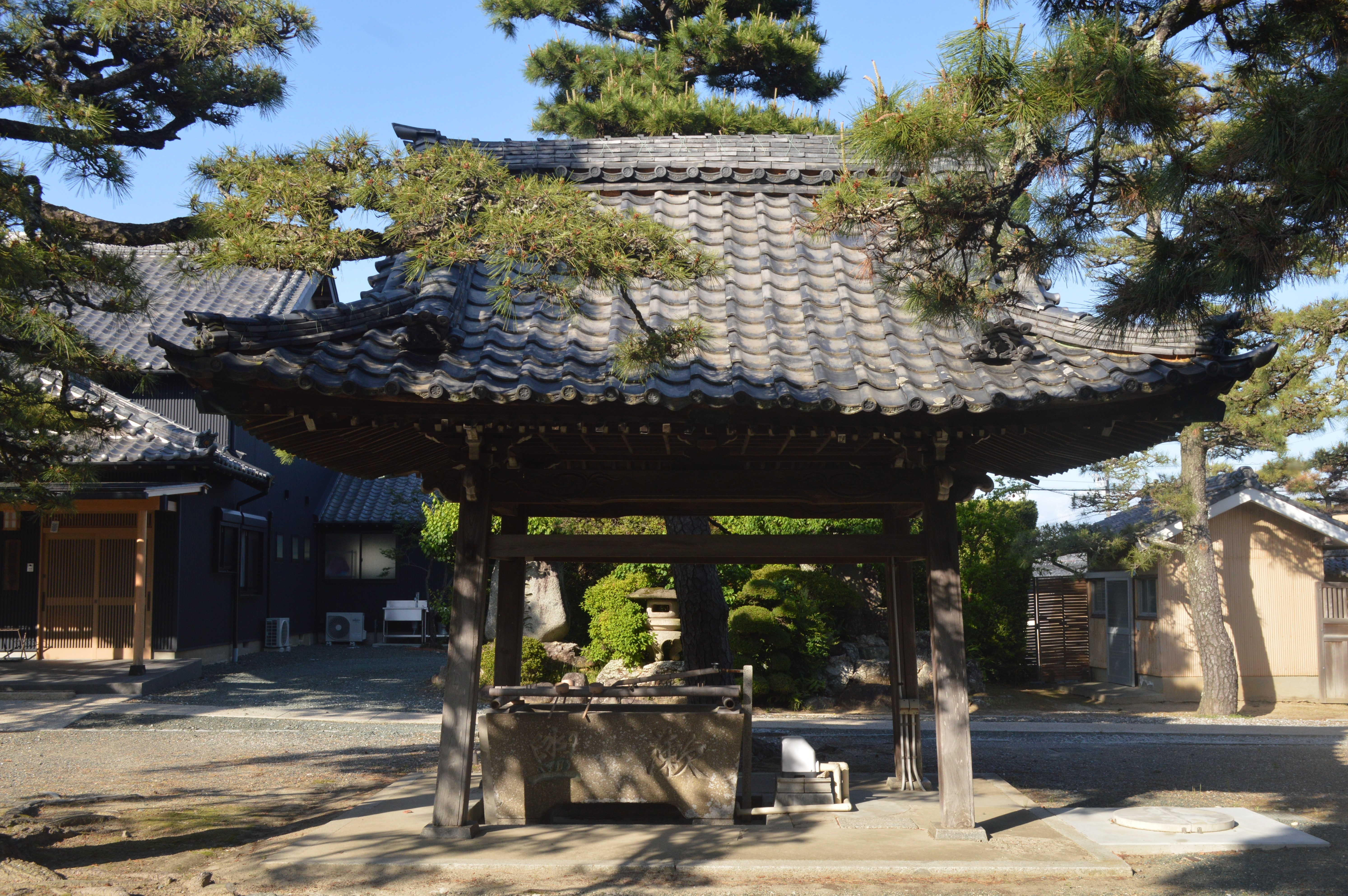
手水舎

## 神野金之助と宗教
神野金之助は熱心な浄土真宗の信者であり、後に東本願寺の顧問にもなっている。安政5年（1858年）に東本願寺が見舞われた大火後、1894年（明治27年）には神野金之助らの寄進によって鐘楼が再建された。2019年（令和元年）9月には東本願寺の鐘楼が重要文化財に指定された。また、神野・富田の両家の寄進によって、1911年（明治44年）には東本願寺の菊門（勅使門）が竣工した。2023年（令和5年）9月には東本願寺の菊門が重要文化財に指定された。